# Valentina Șerpul
Valentina Șerpul (n. 1959) este un deputat moldovean în Parlamentul Republicii Moldova, ales în Legislatura 2005-2009 pe listele Partidului Popular Creștin Democrat.